# Ingeborg Pehrson
Ingeborg Pouline Christiansen (født Pehrson; 16. december 1886 i København – 11. april 1950) var en dansk skuespillerinde.
Hun fik debut på Dagmarteatret i 1913 og gennemgik Det kongelige Teaters elevskole fra 1915, hvorefter hun debuterede på teatret i 1916. Herefter blev hun engageret til Odense Teater, efterfulgt af rejseaktivitet i provinsen i flere år.
Pehrson fik sidenhen flere roller i København, f.eks. ved Dagmarteatret, Betty Nansen Teatret, Folkescenen og Det Ny Teater.
Blandt de film hun medvirkede i kan nævnes:
- Københavnere – 1933
- Flugten fra millionerne – 1934
- Week-End – 1935
- Min kone er husar – 1935
- De bør forelske Dem – 1935
- Flådens blå matroser – 1937
- Der var engang en vicevært – 1937
- Plat eller krone – 1937
- Bolettes brudefærd – 1938
- Under byens tage – 1938
- Nordhavets mænd – 1939
- Pas på svinget i Solby – 1940
- Familien Olsen – 19
- Sommerglæder – 1940
- En pige med pep – 1940
- Niels Pind og hans dreng – 1941
- En søndag på Amager – 1941
- Søren Søndervold – 1942
- Ta' briller på – 1942
- Tordenskjold går i land – 1942
- Frøken Vildkat – 1942
- Et skud før midnat – 1942
- Ebberød Bank – 1943
- Hans onsdagsveninde – 1943
- Kriminalassistent Bloch – 1943
- Mordets melodi – 1944
- Teatertosset – 1944
- Familien Gelinde – 1944
- Det bødes der for – 1944
- Biskoppen – 1944
- Man elsker kun een gang – 1945
- Jeg elsker en anden – 1946
- Billet mrk. – 1946
- Op med lille Martha – 1946
- Sikken en nat – 1947
- Tre år efter – 1948
- Min kone er uskyldig – 1950